# 가브리엘레 델오토
가브리엘레 델오토(이탈리아어: Gabriele Dell'Otto, 1973년 12월 20일 ~ )는 이탈리아의 일러스트레이터, 작가이다. 마블 코믹스에서 몇몇 작품의 표지, 속지 작화를 담당했다.